# (523635) 2010 DN93
(523635) 2010 DN93 est un objet transneptunien du disque des objets épars et une planète naine potentielle, ayant un diamètre estimé à environ 480 km.